# وایت ریور (داکوتای جنوبی)
وایت ریور(به انگلیسی: White River) شهری در ایالت داکوتای جنوبی کشور ایالات متحده آمریکا است که جمعیت آن در سرشماری سال ۲۰۱۰ میلادی، ۵۸۱ نفر بوده‌است.